# Восковница обыкновенная
Восковница обыкновенная, или Восковник болотный (лат. Myrica gale) — вид кустарников рода Восковница (Myrica) семейства Восковницевые (Myricaceae).

## Ботаническое описание
Кустарник высотой 1—1,5 м, ветвистый, шаровидной формы. Ветви тёмно-бурые, густо олиственные.
Корни длинные, ползучие.
Листья от удлинённо-обратнояйцевидных до обратнояйцевидных, длиной 2—6 см, шириной 0,8—1,5 см, с клиновидным основанием, вверху заострённые или закруглённые, короткочерешчатые, сверху тёмно-зелёные, тусклые, снизу бледнее.
Растение двудомное. Серёжки с тычиночными цветками многочисленные, сидячие, цилиндрические, длиной 0,7—1,6 см, светло-бурые, собраны на концах ветвей. Пестичные серёжки развиваются несколько позже тычиночных, более короткие, длиной 0,3—0,5 см во время цветения и 0,6—1,5 см во время плодоношения, плотные, овальноланцетные, острые. Рыльца нитевидные, пурпурные.
Плоды — сборные костянки овально-яйцевидные, зеленоватые, железистые, около 4 мм в диаметре.
Цветёт до распускания листьев в Европе в апреле — мае, в Северной Америке в марте — апреле. Плодоношение в июле — сентябре (Европа), июне — сентябре (Северная Америка).

## Распространение и экология
Встречается практически на всей территории Европы, в Японии, Корее и в Северной Америке (от Аляски и арктических районов Канады до США). На территории России произрастает на северо-западе европейской части и на Дальнем Востоке.

Восковник болотный растёт вдоль морского берега, по берегам озёр, верещатникам, лесным опушкам, на моховых, реже травяных болотах и влажных лугах.

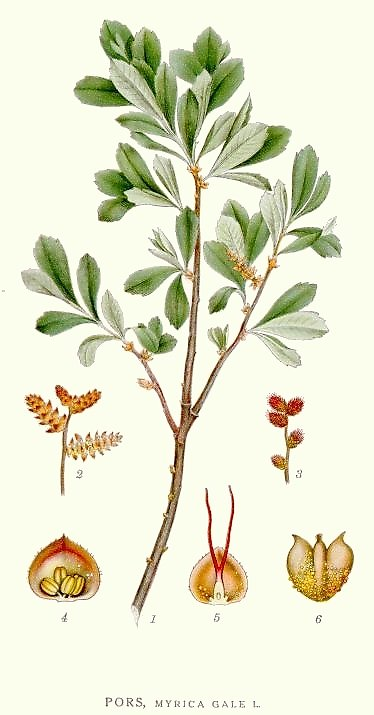

## Значение и применение
В Бельгии есть пиво с добавлением этого растения «gagel». На вкус горько-травянистое, горечь напоминающая клюквенную, без кислоты.
Листья содержат восковниковое масло (0,037 %), которое считается ядовитым. Листья поедаются козами и лошадьми, но не поедаются овцами и крупнорогатым скотом. Кормового значения не имеет. Представляет интерес в лесоводстве как растение азотособиратель, способное обогащать бедные азотом почвы.

## Классификация

### Таксономия
- Myrica gale L., 1753, Sp. Pl. : 1024

Вид Восковница обыкновенная относится к роду Восковница (Myrica) семейства Восковницевые (Myricaceae) порядка Букоцветные (Fagales), последовательно входящего в клады Фабиды → Розиды→ Суперрозиды → Эвдикоты → Цветковые растения. Таксономическая схема в соответствии с Системой APG IV по состоянию на декабрь 2023 года:
|  |                          |  |                                   |                                   |                         |  | еще 6 семейств | еще 6 семейств |                             |  |  |  | еще 50 подтвержденных видов и 19 таксонов в статусе "неподтвержденных" |
|  |                          |  |                                   |                                   |                         |  | еще 6 семейств | еще 6 семейств |                             |  |  |  | еще 50 подтвержденных видов и 19 таксонов в статусе "неподтвержденных" |
|  |                          |  |                                   | порядок Букоцветные               |                         |  |                |                | род Восковница              |  |  |  |                                                                        |
|  |                          |  |                                   | порядок Букоцветные               |                         |  |                |                | род Восковница              |  |  |  |                                                                        |
|  | клада Цветковые растения |  |                                   |                                   | семейство Восковницевые |  |                |                | вид Восковница обыкновенная |  |  |  |                                                                        |
|  | клада Цветковые растения |  |                                   |                                   | семейство Восковницевые |  |                |                |                             |  |  |  |                                                                        |
|  |                          |  | ещё 63 порядка цветковых растений | ещё 63 порядка цветковых растений |                         |  |                | еще 2 рода     | еще 2 рода                  |  |  |  |                                                                        |
|  |                          |  |                                   | ещё 63 порядка цветковых растений |                         |  |                |                | еще 2 рода                  |  |  |  |                                                                        |

### Синонимы
- Gale belgica Dumort.
- Gale commune J.Presl
- Gale japonica A.Chev.
- Gale palustris A.Chev.
- Gale palustris var. crenata A.Chev.
- Gale palustris var. denticulata A.Chev.
- Gale palustris var. lusitanica A.Chev.
- Gale palustris var. subglabra A.Chev.
- Gale palustris var. tomentosa (C.DC.) A.Chev.
- Gale portugalensis A.Chev.
- Gale uliginosa Spach
- Myrica algarbiensis Gand.
- Myrica brabantica Gray
- Myrica gale f. pubescens J.Rousseau & Rouleau
- Myrica gale subsp. tomentosa (C.DC.) A.E.Murray
- Myrica gale var. gale
- Myrica gale var. portugalensis Mirb. ex C.DC.
- Myrica gale var. subarctica J.Rousseau
- Myrica gale var. subglabra (A.Chev.) Fernald
- Myrica gale var. tomentosa C.DC.
- Myrica palustris Lam.
- Myrica palustris var. subglabra A.Chev.
- Myrica rothmaleriana P.Silva
- Myrica tomentosa (C.DC.) Asch. & Graebn.
- Myrica uhanovii Byalt & Firsov
- Myrtus brabantica Garsault